# مرتضی مهرزاد
مرتضی مهرزاد (زادهٔ ۲۶ شهریور ۱۳۶۶ در  شهرستان چالوس ، ایران)، بازیکن تیم ملی والیبال نشستهٔ ایران و باشگاه ورزشی مس شهر بابک است. وی با قد ۲۴٧ سانتی‌متر، به‌عنوان بلندترین مرد زنده ایران و خاورمیانه ودومین مرد بلند قد زنده جهان شناخته می‌شود. او برندهٔ سه مدال طلای پارالمپیک تابستانی ۲۰۱۶ ریو و ۲۰۲۰ توکیو و ۲۰۲۴ پاریس دو مدال طلای مسابقات پاراآسیایی و سه توپ طلای ،بهترین بازیکن جهان در سال های ۲۰۱۹ ، ۲۰۲۰ و ٢٠٢٢ است.

## زندگینامه
مهرزاد با بیماری نادر غول‌پیکری متولد شد که موجب افزایش هورمون رشد می‌شود. قد او در شانزده سالگی ۱۹۰ سانتی‌متر اندازه‌گیری شد. او در پانزده سالگی، با دوچرخه تصادف کرد و لگنش به شکل خطرناکی شکست و پس از  تصادف، رشد پای راستش متوقف شد. به این ترتیب پای راست او، پانزده سانتی‌متر کوتاه‌تر از پای چپش است. او بعد از تصادف دچار افسردگی شد و شروع به استفاده از ویلچر، عصای زیر بغل و عصا کرد.
مهرزاد در سال ۱۳۸۸ پس از حضور در برنامه ماه عسل تلویزیون و بیان مشکلاتی که در زندگی با آنها دست‌و‌پنجه نرم کرده، مورد توجه گلچین، کاپیتان باشگاه والیبال نشسته چالوس قرار گرفت. او، شماره تماس مهرزاد را از برنامه تلویزیونی گرفت و او را تشویق به یادگیری والیبال نشسته نمود. او در سال ۱۳۹۴ برای نخستین بار به تیم ملی والیبال نشسته ایران پیوست. 
او به همراه تیم ملی والیبال نشسته ایران برای شرکت در بازی‌های پارالمپیک تابستانی ۲۰۱۶ عازم ریودوژانیرو برزیل شد. تیم ملی والیبال نشسته ایران توانست با شکست بوسنی و هرزگوین در دیدار نهایی به مقام قهرمانی مسابقات و نشان طلا دست یابد. او در فینال جام‌جهانی ۲۰۱۸ نقش پررنگی در پیروزی ایران در برابر بوسنی و هرزگوین ایفا کرد به گونه‌ای که بازی او مورد تحسین خبرنگار بوسنیایی هم قرار گرفت.
ستاره والیبال نشسته ایران به عنوان برترین ورزشکار معلول ژوئیه ۲۰۱۸ برگزیده شد.

### ویژگی های بدنی
| ویژگی                     |                                                   |
| ------------------------- | ------------------------------------------------- |
| قد در حالت نشسته          | ١مترو٢۵ سانتی متر یا(۵٠اینچ)                      |
| اسپک در والیبال نشسته     | ٢٠٠سانتی متر                                      |
| ارتفاع دفاع در حالت نشسته | ١٩۵ سانتی متر                                     |
| وزن                       | ١۴٠ کیلوگرم                                       |
| طول پاها                  | ١٢٧ سانتی متر (۵٠اینچ)                            |
| سایز پا                   | ۶٠ ایرانی یا٢٢ آمریکایی یا ٣٩/۵ سانت بزرگ ترین پا |
| طول دست ها                | ٩۷ سانت(٣٨اینچ )،                                 |
| اندازهٔ کف دست             | ٢٨/۵ سانتیمتر یا (١١/٢اینچ) .                     |

### جدول افتخارات
| مسابقات والیبال نشسته           | سال                  | مدال |
| ------------------------------- | -------------------- | ---- |
| بازی‌های پارالمپیک تابستانی ریو  | ۲۰۱۶                 | طلا  |
| جام بین قاره ای                 | ۲۰۱۶ چین             | طلا  |
| قهرمانی آسیا                    | ۲۰۱۷ چین             | طلا  |
| قهرمانی جهان                    | ۲۰۱۸ هلند            | طلا  |
| لیگ جهانی Super Six             | ۲۰۱۸ تبریز           | طلا  |
| بازی‌های پاراآسیایی ۲۰۱۸         | ۲۰۱۸ اندونزی         | طلا  |
| قهرمانی آسیا                    | ۲۰۱۹ تایلند          | طلا  |
| پارالمپیک تابستانی ۲۰۲۰         | ۲۰۲۰ توکیو           | طلا  |
| قهرمانی جهان                    | ۲۰۲۲ بوسنی و هرزگوین | طلا  |
| بازی‌های پاراآسیایی ۲۰۲۲         | ۲۰۲۲ چین هانگژو      | طلا  |
| بازی‌های پارالمپیک تابستانی ۲۰۲۴ | ۲۰۲۴ فرانسه پاریس    | طلا  |